# Stranded (álbum)
Stranded é o terceiro álbum de estúdio do grupo britânico de art rock Roxy Music.
| Críticas profissionais                                                      | Críticas profissionais |
| Avaliações da crítica                                                       | Avaliações da crítica  |
| Fonte                                                                       | Avaliação              |
| --------------------------------------------------------------------------- | ---------------------- |
| allMusic                                                                    | [ 2 ]                  |
| Esta tabela precisa de ser acompanhada por texto em prosa. Consulte o guia. |                        |

## Faixas
Lado A
1. "Street Life" – 3:29
2. "Just like You" – 3:36
3. "Amazona" – 4:16
4. "Psalm" – 8:04

Lado B
1. "Serenade" – 2:59
2. "A Song for Europe" – 5:46
3. "Mother of Pearl" – 6:52
4. "Sunset" – 6:04

## Créditos
- Bryan Ferry - vocal, piano, piano elétrico.
- John Gustafson - baixo.
- Eddie Jobson - sintetizedores, teclado, violino elétrico.
- Andy Mackay (as Andrew Mackay) - oboé, saxofone, tratamentos.
- Phil Manzanera - guitarra, tratamentos.
- Paul Thompson - bateria, tímpano.
- Chris Laurence - baixo em "Sunset".
- The London Welsh Male Choir - coro em "Psalm".
- Nicolas de Ville - arte (capa).
- Karl Stoeker - fotografia (capa).